# Maurycy Gutentag
Maurycy Gutentag (Moritz, Moryc) (ur. ?, zm. 13 czerwca 1913 r. w Łodzi) – łódzki złotnik, naczelnik oddziału łódzkiej ochotniczej straży ogniowej.

## Życiorys
Posiadał zakład wyrobów jubilerskich przy Nowym Rynku (obecnie Plac Wolności) 3.
24 kwietnia 1877 r. wstąpił jako szeregowiec do Łódzkiej Straży Ogniowej Ochotniczej (powołanej do życia 14 maja 1876 r.). W 1893 r. został naczelnikiem I Oddziału Straży Ogniowej i pełnił te obowiązki do 1908 r., kiedy przez niemieckie kierownictwo straży został usunięty za wydawanie swoim podwładnym komend w języku polskim. Oficjalnym powodem pozbawienia go stanowiska był pogarszający się stan zdrowia. Zarząd Straży mianował go członkiem honorowym z prawem noszenia munduru do śmierci.
Posiadał niewielką kolekcję obrazów współczesnych mu malarzy polskich oraz księgozbiór.
W 1911 r. ofiarował kilka polskich starodruków do zbiorów łódzkiego Muzeum Nauki i Sztuki.
Pod koniec życia był skarbnikiem Żydowskiego Klubu Rzemieślniczego w Łodzi.
Nekrologi i wspomnienia ukazały się w łódzkich gazetach.